# Conan (anime de 1978)
Conan (未来少年コナン, Mirai Shōnen Konan, lit. 'Conan, el nen del futur') és una sèrie d'anime de ciència-ficció postapocalíptica japonesa. És una adaptació de la novel·la The Incredible Tide (1970) de l'escriptor estatunidenc Alexander Key. Se'n van emetre vint-i-sis capítols a la Televisió General NHK entre abril i octubre de 1978. A TV3 va arribar en català el 27 de febrer de 1991.
Una seqüela amb el nom de Mirai Shōnen Conan II: Taiga Adventure (未来少年コナンII タイガアドベンチャー, Mirai Shōnen Konan Tsū: Taiga Adobenchā) es va emetre a la TBS d'octubre de 1999 a abril de 2000 i va tenir un total de 24 episodis.

## Argument
La història comença quan els científics adverteixen que l'eix de la Terra pot girar. Tot i això, dues nacions s'enfronten en una guerra magnètica que provoca terratrèmols i sismes submarins. Només sobreviuen al desastre un grup reduït de persones, que intenten reconstruir el planeta. Però encara queden vius alguns dels responsables de la destrucció, que volen dominar el món. Conan, el doctor Rao i Lana, amb altres supervivents, lluiten contra aquesta gent utilitzant la telepatia i el modern invent de transferir ordres als animals per tal que els puguin ajudar.

## Personatges
Conan
Veu: Noriko Ohara (japonès), Núria Domènech (català)
En Conan és un nen d'onze anys que no li tem a res. Va néixer a l'Illa Perduda i va ser criat pels supervivents que no van escapar a l'espai per evitar el gran cataclisme. En Conan està molt en sintonia amb el seu estil de vida rural i aïllat, on ha crescut principalment en companyia del tripulant supervivent més antic, el seu "avi" adoptiu. En Conan és inexpert però molt intel·ligent, immensament fort, un atleta excepcional i nedador i pescador. Malgrat la seva manca d'exposició social, és amable i capaç d'integrar-se ràpidament entre desconeguts.
Lana
Veu: Mieko Nobusawa (japonès), Maria del Mar Tamarit (català)
La Lana és una noia tranquil·la molt educada de High Harbour i néta del doctor Rao, a qui és molt devota. La Lana, que també té 11 anys, és trobada per en Conan quan la troba inconscient a la costa de l'Illa Perduda a causa d'un naugrafi. És la primera noia, o la primera persona al costat del seu avi, que el nen ha vist mai. La seva curiositat inicial i el seu enamorament es converteixen gradualment en sentiments més profunds i desig recíproc de mantenir-se junts, sense importar els riscos i les adversitats. Sembla que la Lana també té alguna connexió telepàtica amb el seu avi, el doctor Rao, i fins a cert punt també amb els ocells i en particular amb un xatrac anomenat Tikki. A mesura que creix el seu afecte per en Conan, també es comença a formar un vincle empàtic similar amb el noi.
Jimsy
Veu: Kazuyo Aoki (japonès), Maria Moscardó (català)
Un nen semi-salvatge que viu sol a la primera illa on arriba en Conan. En Jimsy es converteix ràpidament en el primer amic de d'en Conan, i l'ajuda a rescatar la Lana. En Jimsy és un expert caçador (amb una preferència particular per les granotes i llangardaixos a la planxa), té una gran habilitat per la caça amb el seu arc i és capaç de competir amb Conan en altres habilitats atlètiques gairebé estant a la par. Té una naturalesa bona però més aviat hedonista i salvatge, cosa que acostuma a ficar-lo en problemes quan intenta robar menjar, licor i productes semblants als cigarrets. En Jimsy acaba passant la major part del seu temps amb en Dyce després que en Conan i la Lana se separen del grup. Inicialment, en Jimsy té una visió negativa de les dones, però a poc a poc va formant una relació amb la Tera al final de la sèrie.
Dr. Briac Rao
Veu: Masato Yamanouchi (japonès), Jordi Dauder (català)
És l'avi de Lana i el científic responsable del desenvolupament de l'energia solar tant per a l'ús civil com per a la guerra. Originalment membre de l'Alt Consell d'Indústria, va desertar després d'assabentar-se de les ambicions impulsades pel poder d'en Lepka i es va amagar sota la identitat d'un capità de la tripulació de rescat de mà dura anomenat Pedaç. Creu que cal ensenyar a la gent d'Indústria a desempallegar-se de les armes i començar una nova vida en pau. Per aquest motiu es va escapar, portant a sobre el secret de com accedir a l'última central solar en òrbita, d'època anterior a la guerra.

## Producció
Amb un total de 26 episodis, la sèrie va ser produïda per Nippon Animation i va comptar amb el debut com a director de Hayao Miyazaki, que també va contribuir al disseny de personatges i als guions il·lustrats. Altres futurs creadors d'anime destacats com Isao Takahata (guions il·lustrats, direcció) i Yoshiyuki Tomino (guions il·lustrats) també van treballar a la sèrie.
Nippon Animation va presentar originalment a la NHK diverses propostes. Al principi es va afavorir una història diferent, però finalment es va triar la novel·la The Incredible Tide.
Hi va haver un temps de preparació de tres mesos per a la maquetació. Van passar sis mesos entre el començament de l'animació i l'emissió del primer episodi. Encara que en aquell moment ja s'havia produït un lot de vuit episodis, la sèrie estrenar-se més tard que no estava previst. Miyazaki va dir que "van tardar de deu dies a dues setmanes a produir un únic episodi" i que si "la NHK no hi hagués inserit un programa especial de farciment, probablement s'hauria convertit en un autèntic desastre. Si no haguéssim treballat per a la NHK, no hauríem pogut estrenar mai Conan".
El personal estava encantat de treballar en una història més optimista després de Marco.
En una entrevista de 1983 amb Yōkō Tomizawa d'Animage, Miyazaki va declarar que va treballar a la sèrie amb la condició que se li permetés canviar la història. No li agradava la visió del món pessimista de la història original, ja que sentia que era un reflex de les mateixes pors i inseguretats d'Alexander Key. Volia que una història adreçada als nens fos més optimista, i afirmava que: "Encara que algú hagi perdut tota esperança per al futur, crec que és increïblement estúpid recalcar-ho als nens. Emfatitzeu-ho als adults si cal, però no és necessari fer-ho als nens. Valdria més simplement no dir-los res."
A més a més, Miyazaki va fer un esforç per distanciar-se de la noció de High Harbour que representava els Estats Units i Industria que representava la Unió Soviètica. Per fer-ho, fins i tot es va plantejar fer l'escenari més japonès. Per exemple, en la seva versió de la història, la gent de High Harbour cultivava arròs en lloc de blat i menjava amb bastonets. Però això "hauria provocat tota mena de problemes", així que finalment va abandonar la idea.
Una escena de Jimsy fumant cigarrets va ser eliminada per la NHK abans de l'emissió de l'episodi. Miyazaki va admetre que va havia posat "massa part dels seus sentiments a l'episodi vuit", concretament l'escena del "petó" sota l'aigua. Li havia agafat molt d'afecte a la Lana a partir dels episodis 5 i 6 i "es va adonar que [la sèrie] incorporava exactament la mateixa història d'un manga [que] havia creat en els seus dies d'estudiant" fins al punt que fins i tot va organitzar-ne els plans de la mateixa manera.

### Cançons de la sèrie
- Cançó d'obertura: Ima Chikyū ga Mezameru (今地球がめざめる, Ara la Terra es desperta). Cantants japonesos: Naozumi Kamata, Yūko Yamaji. Cantants catalans: Jordi Vila i Àngela Aloy.
- Cançó de cloenda: Shiawase no Yokan (幸せの予感, Pressentiment de felicitat). Cantants japonesos: Naozumi Kamata, Yūko Yamaji. Cantants catalans: Jordi Vila i Àngela Aloy.

## Estrena
Conan es va emetre per primera vegada al Japó a la cadena de televisió NHK entre el 4 d'abril i el 31 d'octubre de 1978. S'ha emès regularment al Japó a la cadena de televisió per satèl·lit d'anime Animax.
Una pel·lícula recopilatòria de la sèrie es va estrenar als cinemes el 15 de setembre de 1979 i es va emetre juntament amb el film Yakyū-kyō no Uta: Kita no Ōkami, Minami no Tora. Una pel·lícula recopilatòria dels tres últims episodis de la sèrie, Mirai shōnen Konan Tokubetsu-hen: Kyodaiki Giganto no Fukkatsu es va estrenar als cinemes l'11 de març de 1984 i es va emetre juntament amb Majo no Seiki. Es va estrenar el mateix dia que Nausicaä de la Vall del Vent.
A Catalunya es va estrenar en català a TV3 amb el nom de Conan el 27 de febrer de 1991.

## Videojocs
Un videojoc de la sèrie fet per Telenet Japan va sortir a la venda el 1992 per a la consola PC Engine de NEC. El joc es va publicar en format Super CD-ROM² i va ser producte exclusiu del Japó. El 20 d'octubre de 1995, un altre joc titulat Conan, Mirai Shōnen Konan: Digital Library (未来少年コナンノデジタルライブラリー), va sortir exclusivament per a 3DO i va ser desenvolupat per E Bandai Digital Software. El joc també és exclusiu al Japó i és extremadament rar. Al joc van aparèixer dos clips del doblatge en anglès pilot d'Intersound, Inc. Una altra adaptació de videojocs de la sèrie va ser llançada per a la consola domèstica PlayStation 2 el 25 d'agost de 2005, només al Japó.
El 2005, va sortir un joc de pachinko anomenat Mirai Shōnen Konan. El gener de 2011, NewGin va anunciar un altre joc de pachinko anomenat Mirai Shōnen Konan: Ai to Yūki to Bōken (未来少年コナン〜愛と勇気と冒険と〜). Un joc de pachislot anomenat Mirai Shōnen Konan també va sortir el mateix any.

## Rebuda i llegat
En una entrevista de 1983 amb Yōko Yomizawa, Hayao Miyazaki va reconèixer que les valoracions del programa no havien estat gaire bones, assenyalant que l'episodi 25 havia rebut la valoració més alta amb un 14%.
En el llibre de 1999, Hayao Miyazaki: Master of Japanese Animation, Helen McCarthy identifica Conan com una obra "seminal" i reconeix temes i elements de la història en aquesta producció que Miyazaki va continuar explorant al llarg de la seva carrera. McCarthy també assenyala la continuïtat en el desenvolupament dels personatges i la seva difícil situació al llarg de l'obra de Miyazaki. Apunta que la Lana i en Conan són precedents de les seves heroïnes i personatges posteriors, i esmenta, entre d'altres, el rescat de la Sheeta per en Pazu, del llargmetratge d'animació de Miyazaki de 1986 El castell al cel, com a exemple. El 2013, el director d'anime Kenji Kamiyama, més conegut per la sèrie Ghost in the Shell: Stand Alone Complex, va citar la sèrie entre els 15 millors animes de tots els temps.
Conan apareix, amb un nom i dibuix diferents per evitar problemes de drets d'autor, a la sèrie d'anime Eizōken ni wa Te wo Dasu na!, el qual és l'origen de l'amor del personatge principal per l'anime, aspecte central de la història.